# Herbert Piel

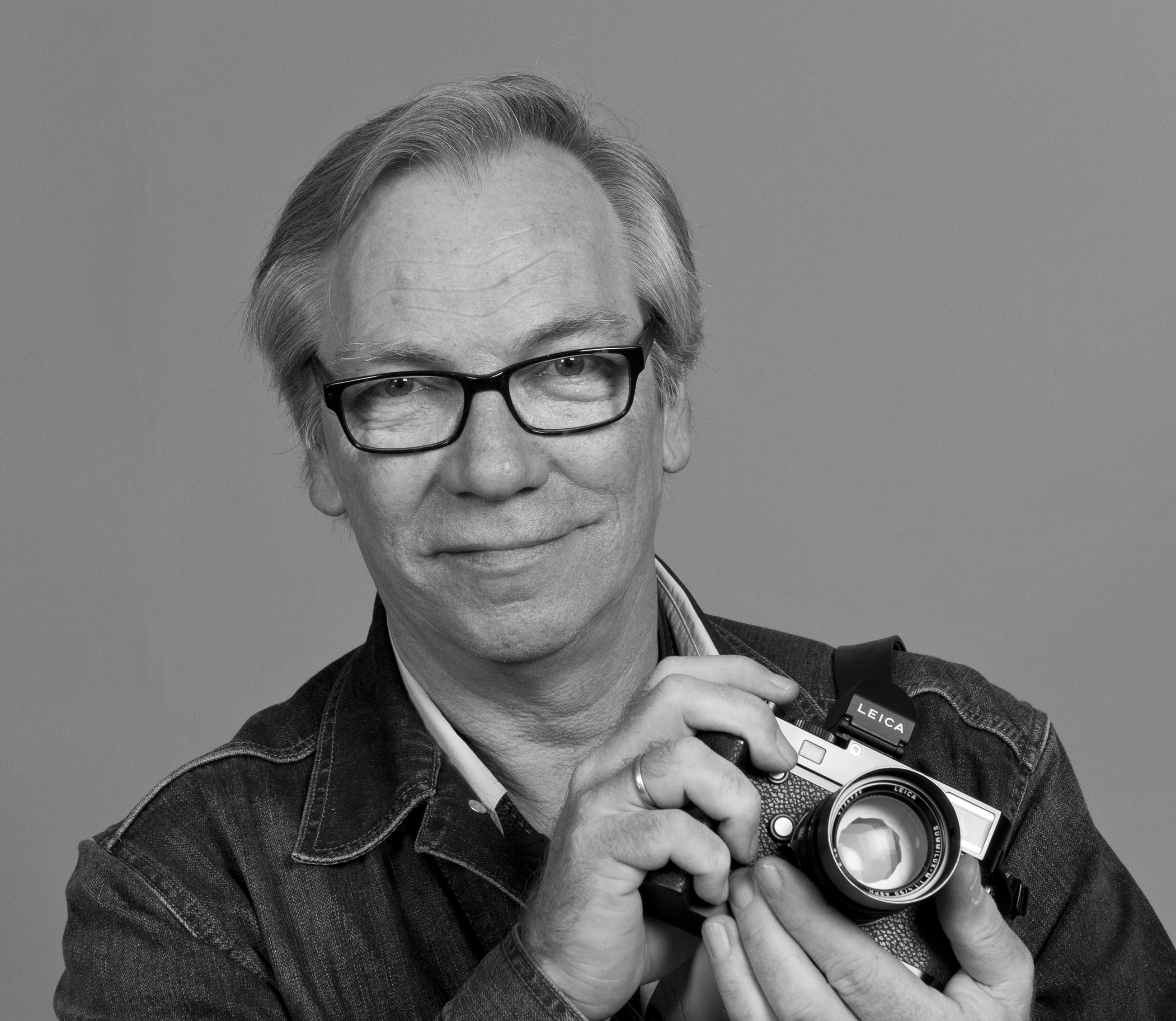
Herbert Piel (2014)

Herbert Piel (* 19. März 1957 in Neuss) ist ein deutscher Fotograf und Fotojournalist.

## Leben
Herbert Piel wuchs in Neuss, Kleve und Bad Ems auf, und lebt seit 1997 auf den Rheinhöhen oberhalb von Boppard.
1975 wurde sein erstes Foto als Autodidakt in der Rhein-Zeitung veröffentlicht. Von 1975 bis 1986 arbeitete er für internationale Agenturen wie Reuters, Associated Press und Deutsche Presse-Agentur sowie als Auftragsfotograf für den Stern, die Bunte und den Spiegel.
In den Jahren 1986 bis 2002 war Piel Bildredakteur in der Zentralredaktion der Rheinzeitung in Koblenz.
Er erarbeitete Fotoreportagen aus Äthiopien, Somalia, dem Kosovo und aus dem Kurdengebiet zwischen der Osttürkei und dem Iran sowie Fotoreportagen für die Hilfsaktion „Helft uns Leben“ aus der ehemaligen Sowjetunion.
Herbert Piel ist Mitglied der Landespressekonferenz Rheinland-Pfalz.

## Ausstellungen
- 2016: Herbert Piel Ankunft: Rheinland-Pfalz, Landesmuseum Mainz und Thermen am Viehmarkt, Trier[1]
- Die Ausstellungstermine (Stand Juni 2016) „Ankunft: Rheinland-Pfalz“:
- Vernissage Sonntag,          24. April             16 Uhr,          Trier, Thermen am Viehmarkt, bis 29.5.
- Vernissage Samstag,          21. Mai               15 Uhr,          Plech, Kamera-Museum, bis 30.6.
- Vernissage Donnerstag,       30. Juni              17:30 Uhr,       Düsseldorf, Sozietät Beiten-Burkhard (geschl. Gesellsch.)
- Vernissage Freitag,           8. Juli              tba.             Bitburg-Prüm Kreissparkasse  bis 22.7.
- Vernissage Sonntag,          28. August            16 Uhr,          Mainz, Landesmuseum, bis 30.10.
- Vernissage Freitag,           9. September         18 Uhr           Landau, Kreishaus Südliche Weinstrasse, bis 18.9.
- tba: ggf. Speyer / ggf. Altenkirchen,
- 2017: Berlin-Bundesrat / Edenkoben-Villa Ludwigshöhe / Koblenz-Landesmuseum / ggf. Brüssel (EU)

„Ankömmlinge in Rheinland-Pfalz“
Fotos aus den Aufnahmeeinrichtungen für Asylbegehrende des Landes in Kooperation mit der Generaldirektion kulturelles Erbe und der Entwicklungsagentur des Landes Rheinland-Pfalz
30 Exponate 60 × 40 cm / April 2016 – ca. MAI 2017
TRIER – PLECH – DÜSSELDORF – BITBURG – MAINZ – LANDAU – BERLIN – EDENKOBEN – KOBLENZ – tbc

## Sonstiges
- In Edgar Reitz Filmepos „Heimat III“ übernahm er 2005 die Rolle des Fotografen Schwarz.[2]
- ab Mai 2014 Lehrbeauftragter der neuen Leica MasterClass[3] im Bereich „Reportage“, zunächst in Berlin, München, Frankfurt, Hamburg und Salzburg

## Auszeichnungen
- Dezember 2009 / Berufung zum ordentlichen Mitglied der Deutschen Gesellschaft für Photographie
- Rückblende 1994 „Das politische Bild“ 1. Preis Landesvertretung RLP in Bonn[4]
- Nominierung Mutmacher der Nation[5]
- Februar 2017 Aufnahme in die Galerie der Ilford Masters[6]